# Marie Heurtin
Marie Heurtin (Vertou, Francia, 13 de abril de 1885 - Larnay, Francia, 22 de julio de 1921) fue una mujer sordociega congénita (de nacimiento). Es conocida por aparecer en el diario de la hermana Sainte-Marguerite, quien dedicó su vida a la educación de las niñas sordas, y especialmente a la de Heurtin.

## Reseña biográfica
Marie Heurtin creció prácticamente abandonada por su familia, que, sin embargo, se negó a ingresarla en un manicomio, como era lo habitual en esas fechas para las personas que nacían sordociegas.
En 1895, Heurtin ingresó en la institución religiosa de Larnay, cerca de Poitiers (Francia), bajo las directrices de las Hijas de la Sabiduría, monjas que generalmente atendían a jóvenes sordos.
Su formación y educación evolucionó sobresalientemente gracias a la intervención y dedicación de la hermana Sainte-Marguerite, que durante más de diez años y desde el primer momento le enseñó a relacionarse con la lengua de signos (idioma utilizado en la comunidad sorda, a través de las manos).
Cuando Heurtin tenía 25 años, en 1910, Sainte-Marguerite -su maestra y amiga- falleció. Pero pese a que le afectó notablemente siguió aprendiendo, hasta llegar a leer a través del sistema Braille.
Con 36 años, el 22 de julio de 1921, Heurtin falleció como consecuencia de una congestión pulmonar.

## Filmografía
La historia de Marie Heurtin
- Datos: Q3292571